# Pehuajó
Pour le district, voir Pehuajó (partido).
Pehuajó est une localité d'Argentine, située dans le district de Pehuajó, dans la province de Buenos Aires.
La population était d'environ 38 400 habitants en 2001.